# Dunaliella salina
Dunaliella salina è una specie di alghe verdi flagellate, appartenente al genere Dunaliella, che vive in ambienti estremamente salini.

## Descrizione
Dunaliella salina è un'alga verde alofila, che sopravvive in condizioni di salinità estrema, come nelle saline, conferendo alle acque il colore rosso/arancione.
D. salina riesce a sopravvivere in ambienti così inospitali grazie a due meccanismi di difesa:
- i carotenoidi, contro la radiazione solare
- il glicerolo, contro la pressione osmotica

### Carotenoidi
I pigmenti che conferiscono a D. salina la tipica colorazione rossa sono i cosiddetti carotenoidi; l'analisi al microscopio elettronico mostra come sia il β-carotene ad essere presente in granuli tra i tilacoidi all'interno dell'unico cloroplasto che la cellula possiede.
La presenza dei carotenoidi garantisce una costante e intensa attività antiossidante, proteggendo la cellula dai danni molecolari causati dalla radiazione solare.

### Glicerolo
Per contrastare la forte pressione osmotica prodotta dalla concentrazione salina esterna, la cellula di D. salina sintetizza e trattiene glicerolo; la sua membrana cellulare, a differenza di altre membrane biologiche, è infatti scarsamente permeabile a tale molecola.